# Justicia rigens
Justicia rigens är en akantusväxtart som beskrevs av Raymond Benoist. Justicia rigens ingår i släktet Justicia och familjen akantusväxter. Inga underarter finns listade i Catalogue of Life.